# Francisco Russo (futbolista)
Francisco "Fatiga" Russo, nacido en Rosario el 22 de octubre de 1945, es un exfutbolista argentino profesional surgido de las divisiones menores del Club Atlético Huracán, en Argentina.

## Clubes

### Como jugador
| Club                      | País      | Año       |
| ------------------------- | --------- | --------- |
| Central Córdoba (Rosario) | Argentina | 1966-1967 |
| Tigre                     | Argentina | 1968      |
| Platense                  | Argentina | 1971      |
| Huracán                   | Argentina | 1972-1975 |
| River Plate               | Argentina | 1976      |
| Barcelona S. C.           | Ecuador   | 1977      |
| Talleres de Córdoba       | Argentina | 1977      |

## Técnico
| Club                                                  | País      | Año           |
| ----------------------------------------------------- | --------- | ------------- |
| Universitario de Deportes (Ayudante de Ángel Cappa)   | Argentina | 2002          |
| Club Atlético Huracán (Ayudante de Ángel Cappa)       | Argentina | 2008-2009     |
| River Plate (Ayudante de Ángel Cappa)                 | Argentina | 2010          |
| Gimnasia y Esgrima La Plata (Ayudante de Ángel Cappa) | Argentina | 2011          |
| Club Social y Deportivo El Fortín                     | Argentina | 2012-2015     |
| Racing Athletic Club                                  | Argentina | 2015-2021     |
| Municipales (Olavarría)                               | Argentina | 2022-presente |

## Palmarés

### Como jugador

#### Títulos nacionales
| Título           | Equipo   | País      | Año    |
| ---------------- | -------- | --------- | ------ |
| Primera División | Huracán  | Argentina | M-1973 |
| Copa Hermandad   | Talleres | Argentina | 1977   |

## Como entrenador
| Título          | Club                      | País      | Año  |
| --------------- | ------------------------- | --------- | ---- |
| Torneo Apertura | Universitario de Deportes | Perú      | 2002 |
| Torneo Clausura | El Fortín (Olavarría)     | Argentina | 2012 |
| Torneo Inicial  | El Fortín (Olavarría)     | Argentina | 2014 |
| Torneo Final    | El Fortín (Olavarría)     | Argentina | 2015 |
| Torneo Anual    | Racing Athletic Club      | Argentina | 2016 |
| Torneo Apertura | Racing Athletic Club      | Argentina | 2019 |

- Subcampeón con Huracán en el Torneo Clausura 2009 (Argentina)